# Ultimate Guitar
Ultimate Guitar (UG) — веб-сайт для гитаристов, содержащий табулатуры для гитары и бас-гитары, аккорды к песням, обзоры музыки и оборудования, интервью с известными музыкантами, уроки игры на инструменте и веб-форумы. Сайт создан 9 октября 1998 года Евгением Найдёновым, студентом экономического факультета Калининградского государственного университета.
На сайте зарегистрировано более 12 миллионов пользователей. Он управляется администратором и модераторами, которые могут редактировать и удалять комментарии других пользователей. К модераторам относятся пользователи, хорошо осведомлённые в определенной тематике и несущие ответственность за содержание специализированных форумов. Долгое время на сайте был включён автоматический фильтр матерных слов, но 1 сентября 2015 года цензура неприемлемых слов была отключена. Члены сообщества также могут создавать уроки игры на гитаре, отправлять обзоры альбомов, DVD-дисков или оборудования, писать новостные статьи; проверенные материалы публикуются на сайте. Пользователи сайта получают «UG-баллы» в соответствии со своим вкладом, а также с оценками опубликованных материалов. На сайте действует строгий набор правил, которым должны следовать все пользователи UG. Участники должны быть старше 13 лет и иметь только одну учётную запись.
The Pit — это раздел сайта, где зарегистрированные пользователи могут обсуждать различные вопросы, причём не только связанные с гитарой или музыкой, но и политические, религиозные и актуальные темы. 12 августа 2007 года сайт Ultimate Guitar запустил UG Profiles, функцию, которая позволяла пользователям добавлять описание своих музыкальных групп, загружать фотографии и список инструментов, оценивать свои навыки игры на гитаре, присоединяться к группам по интересам и добавить других пользователей в списки друзей. Это привнесло в сайт элементы социальной сети, характерные для других популярных сайтов того времени, таких как MySpace. Некоторое время сайт позволял загружать MP3-файлы, однако из-за отсутствия юридической ответственности в случае нарушения авторских прав эта функциональность была удалена. Пользователи могут запрашивать создание табулатур на форуме Tab Talk. Каждую табулатуру можно оценить по шкале от 1 звезды (плохо) до 5 звезд (отлично), а также оставить комментарии. Табулатуры можно читать в интернет-браузере или в автономном режиме в текстовом редакторе в формате ASCII. Существует возможность загрузки файлов Guitar Pro и Power Tab, которые можно открыть на компьютере с помощью соответствующих программ. Доступен поиск по исполнителю, названию альбома или песни.
В конце 2004-05, после того, как taborama и mxtabs.net начали закрываться из-за юридических конфликтов с Американской ассоциацией музыкальных издателей, на Ultimate Guitar начался рост количества пользователей. UG не был затронут судебными исками ассоциации, поскольку имел лицензионные соглашения с тысячами издателей, включая Sony, EMI, Peermusic, Alfred, Hal Leonard, Faber и Music Sales, благодаря которым авторы песен получали компенсацию за отображение табулатур. 10 апреля 2010 года Ultimate Guitar заключила лицензионное соглашение с агентством Harry Fox. Оно включало в себя права на отображение текста песни, поиск по названию и отображение табулатур с возможностью загрузки и печати. Более 44 000 артистов, представленных Harry Fox Agency, получили возможность подписать лицензионное соглашение с UG.